# The Day of the Doctor
"The Day of the Doctor" é um episódio especial da série de ficção científica britânica Doctor Who, marcando o 50º aniversário do programa. Foi escrito por Steven Moffat, que também serviu como produtor executivo ao lado de Faith Penhale. Foi exibido na BBC One em 23 de novembro de 2013, em 2D e 3D. O especial também foi transmitido simultaneamente em 94 países, sendo exibido em 3D em alguns cinemas. Com isso, conseguiu o Guinness World Record de maior transmissão simultânea de um drama para televisão e ganhou o Prêmio de Audiência da Radio Times no British Academy Television Awards de 2014.
O episódio de 77 minutos mostra o último dia da Guerra do Tempo, em que o Doutor da Guerra (John Hurt) escolhe matar os Daleks e sua própria raça dos Senhores do Tempo para acabar com o conflito destrutivo, paralelizando-o a uma escolha da organização paramilitar UNIT de destruir Londres ao invés de permitir uma invasão alienígena. Revisando a história de fundo, o Doutor sucumbe ao pedido de Clara Oswald para mudar de ideia e, em vez disso, no último instante da Guerra do Tempo, ele esconde seu planeta natal, Gallifrey, em vez de destruí-lo. Infelizmente, as distorções no tempo incorridas fazem com que todos, exceto sua última encarnação, não tenham memória de sua nova decisão.
Além de John Hurt, o episódio apresenta Matt Smith como o Décimo primeiro Doutor e Jenna Coleman como sua acompanhante, Clara Oswald. Os atores principais anteriores David Tennant e Billie Piper retornam neste episódio, com Tennant reprisando seu papel como o Décimo Doutor, enquanto Piper retrata uma arma apocalítica chamada "O Momento", projetada como uma imagem baseada em sua personagem Rose Tyler. Ela é invisível e inaudível para todos, exceto para o Doutor da Guerra. Outras aparições incluíram um breve vislumbre do Décimo segundo Doutor (Peter Capaldi) e uma aparição do interprete do Quarto Doutor, Tom Baker, que aqui aparece como um personagem chamado "O Curador". No elenco convidado estavam Joanna Page como a rainha Elizabeth I e Jemma Redgrave como Kate Stewart, filha da figura central da série nos anos 1970, o Brigadeiro Lethbridge-Stewart. O especial também contou com o retorno dos Daleks e dos Zygons, alienígenas que mudam de forma e que antes tinham aparecido na série no serial de 1975 Terror of the Zygons.
Como o episódio comemora os 50 anos do programa, ele faz referências e alusões a vários conceitos apresentados ao longo dos anos. "The Day of the Doctor" recebeu elogios da crítica e foi descrito pelo produtor da série Marcus Wilson como uma "carta de amor para os fãs" e pelo controlador da BBC One, Danny Cohen, como um "evento do drama".

## Enredo
Em 2013, algo terrível está despertando na Galeria Nacional de Londres; em 1562, uma conspiração assassina está em andamento na era Elisabetana; e, em algum lugar no espaço, uma batalha antiga chega a um final devastador. Toda a realidade está em perigo, quando o passado do Doutor volta para assombrá-lo.

## Produção
O episódio foi escrito por Steven Moffat,  atual escritor principal de Doctor Who, e produzido por Faith Penhale em 3D. Em 30 de março de 2013, ocorreu um erro de distribuição, e muitos assinantes da Doctor Who Magazine receberam o assunto cinco dias antes da data de lançamento oficial. A edição da revista incluiu o anúncio oficial de que David Tennant e Billie Piper, que já atuaram anteriormente o Décimo Doutor e Rose Tyler em Doctor Who, respectivamente, estavam marcados para aparecer no especial, junto com o ator John Hurt.
Christopher Eccleston discutiu planos para o episódio de aniversário com Moffat, mas, eventualmente, se recusou a voltar como o Nono Doutor. Sylvester McCoy (Sétimo Doutor) afirmou que nenhum dos atores sobreviventes que retrataram o Doutor antes de Eccleston haviam sido contactados sobre o especial. Colin Baker (Sexto Doutor) confirmou isto ao ser entrevistado na televisão australiana ao lado de McCoy e de Paul McGann (Oitavo Doutor). No entanto, McGann passou a dizer que ele ainda poderia estar no especial, mas de última hora. Peter Davison (Quinto Doutor) confirmou que tinha o roteiro do especial com seu nome, mas que não poderia falar sobre sua participação. Freema Agyeman e John Barrowman, que atuaram como os companheiros do Décimo Doutor, Martha Jones e Jack Harkness, respectivamente, afirmaram que poderiam retornar para o show em algum ponto, e não só no especial de cinquenta anos. Barrowman afirmou que teria gostado de participar do especial, mas especulou que os produtores queriam experimentar algumas coisas diferentes. John Simm, que atuou como a última encarnação do Mestre até então, afirmou que não havia recebido nenhum telefonema convidando-o a fazer parte do aniversário.

### Filmagens
As filmagens começaram em 2 de abril de 2013, em Neath, no País de Gales. Em 9 de abril de 2013 cenas foram filmadas para o especial em Trafalgar Square, Londres. Em 17 de abril de 2013, Matt Smith, Jenna-Louise Coleman, Billie Piper e David Tennant filmaram cenas em Chepstow, Monmouthshire, no País de Gales, e algumas cenas foram filmadas no Castelo de Chepstow. Em 2 de maio de 2013, cenas estavam sendo filmadas em Cardiff – as cenas que acontecem na pista do Teeter e na escola Coal Hill, locais que foram anteriormente apresentados no primeiro episódio da primeira temporada, An Unearthly Child, de 1963, e no episódio Remembrance of the Daleks, de 1988. As filmagens para o especial foram concluídas no dia 5 de maio de 2013.

## Transmissão
O especial teve transmissão simultânea em vários países, sendo exibido no dia 23 de novembro de 2013 pela BBC One no Reino Unido, BBC America nos Estados Unidos, Space no Canadá, BBC HD no Brasil, e na madrugada do dia 24 de novembro na ABC1 na Austrália. Ele também esteve disponível em 3D, através de um canal da BBC e por sessões de cinema no Reino Unido, Estados Unidos, Austrália e América do Sul. No Brasil, o especial foi exibido pela rede Cinemark, nas cidades de Natal, Aracaju, São Paulo, Campo Grande(MS), Curitiba, Rio de Janeiro, Brasília, Recife, Porto Alegre, Belo Horizonte e Uberlândia. Em Portugal, o especial estreou através do Syfy a 25 de fevereiro de 2014.